# Marsilea drummondii
Espèce
Marsilea drummondii est une espèce de plantes ptéridophytes de la famille des  Marsileaceae, originaire d'Australie, où elle est connue sous le nom de « nardoo ». C'est l'un des six espèces de Marsilea endémiques de ce pays.
Ce sont des fougères aquatiques vivaces qui prennent racine dans les substrats boueux et forment des herbiers flottants à la surface des plans d'eau tranquilles. Ceux-ci peuvent avoir jusqu'à un mètre de profondeur.
L'espèce est très commune en Australie où elle se développe en abondance après les crues.
Elle peut former des tapis à la surface de l'eau, tapis qui recouvrent le sol lorsque les eaux de crue se retirent. On la rencontre dans de nombreux types d'habitats humides. En général, la fronde est constituée de deux paires de folioles et est dressée lorsqu'elle ne flotte pas.
Marsilea drummondii est une plante toxique pour l'homme et le bétail (bovins, ovins, équidés et porcins), qui toutefois la consomme rarement. Les principes toxiques sont la thiaminase et des glucosides norsesquiterpéniques.